# Fleckpanzerwels
Der Fleckpanzerwels (Hoplisoma melanistium, Synonym: Corydoras melanistius (Gr.: „melas“ = dunkel, schwarz + „istion“ = Segel)), auch Schwarzbindenpanzerwels genannt, ist ein in den küstennahen Flüsse der drei Guayanas im nordöstlichen Südamerika beheimateter Süßwasserfisch.

## Merkmale
Weibliche Fleckpanzerwels erreichen eine Maximalgröße von 6 cm, Männchen bleiben kleiner. Der Fleckpanzerwels hat eine typische Panzerwelsgestalt und eine bräunlichrosige, hellbraune oder hellgraue Grundfärbung. Die Körperseiten sind mit zahlreichen, kleinen, dunkelbraunen Punkten gemustert, die in 8 oder 9 Längsreihen angeordnet sind. Ein breiter, schwarzer Strich tarnt das Auge und erstreckt sich bis auf die Wangen und den Hinterkopf. Ein schwarzer Fleck liegt auf dem vorderen, unteren Teil der Rückenflosse und auf den angrenzenden Rückenpartien. Die Kiemendeckel glänzen goldgelb. Die Flossen sind annähernd transparent. Rücken-, After- und Schwanzflosse zeigen einige schwache Punktreihen. Die Iris ist goldgelb. Die Rückenflosse der Männchen ist etwas größer als die der Weibchen. Die obere Knochenplattenreihe an den Körperseiten zählt 21 bis 24 Platten, die untere 19 bis 21.
- Flossenformel: Dorsale I/7, Anale 6, Pectorale I/9; Ventrale 6.

## Lebensweise
Fleckpanzerwelse ernähren sich von Würmern, kleinen Krebstieren, Insekten und pflanzlichem Material. Weibchen der Fleckpanzerwelse legen pro Gelege etwa 20 bis 45 Eier (ø 1,7 bis 1,8 mm), die einzeln abgelegt werden und aus denen nach etwa 72 Stunden die Jungfische schlüpfen.

## Systematik
Der Fleckpanzerwels gehört zur Gruppe der kurzschnäuzigen Panzerwelse, die im Juli 2024 aus Corydoras ausgegliedert und der Gattung Hoplisoma zugeordnet wurde. In der Phylogenie von Alexandrou et al. (2011) wird die Art fälschlicherweise als langschnäuzig einsortiert, da die zugrunde liegenden DNA-Proben nicht von dieser Art stammten.
Unter der Bezeichnung Corydoras melanistius brevirostris wurde eine Unterart beschrieben, die weniger aber größere Flecken auf den Körperseiten hat und eine gebänderte Schwanzflosse. Sie gilt heute als eigenständige Art (Hoplisoma brevirostris).